# 淄博第十五中学
淄博第十五中学，即淄博十五中于1958年经淄博市人民政府批准始建，二ＯＯ七年八月，淄川区人民政府对全区教育资源进行优化配置，将原淄博第十五中学初中部、原淄矿第二中学初中部、原洪山镇松龄中学合并组成新的区属初中学校，仍然沿用“山东省淄博第十五中学”校名。

## 建校历史
- 1958年八月始建，建校初仅有三排平房校舍，教职工十九人，四个初中班。

- 1969年成为淄博市教育局所属初级中学。

- 1970年六月成为淄川区教育局所属。

- 1982年八月开始招收三年制普通高中。

- 1991年经过大规模的校舍改造，建起了教学、办公、实验楼各一幢，形成了教学、活动、生活三区分明的新格局。

- 1998年六月，淄川区人民政府对全区教育资源进行优化配置，将原淄博第二十中学、淄博第二十六中学、淄博第十五中学合并，在原淄博第十五中学校址成立新的区属普通高中，仍然沿用“山东省淄博第十五中学” 校名。

- 2000年新建了能容纳880学生住宿的学生公寓，建起了百兆校园网。

- 2002年新建了拥有三十二个高标准教室的教学楼，校园网升级扩容为千兆网，实现了“班班通”。拥有较完备的教学和运动设施，以及师生公寓等高标准生活设施。

- 2007年八月，淄川区人民政府对全区教育资源再度进行优化配置，将学校高中部与原淄矿一中、淄矿二中高中部合并组成淄川区般阳中学，将原十五中学初中部、原淄矿二中初中部、原洪山镇松龄中学合并组成新的区属初中学校，仍然沿用“山东省淄博第十五中学” 校名。

## 联系信息
- 通讯地址：山东省淄博市淄川区般阳东路220号
- 邮政编码：255120
- 值班电话：0533-5810668
- 电子邮箱：zb15z@tom.com